# (6737) Okabayashi
(6737) Okabayashi est un astéroïde de la ceinture principale.

## Description
(6737) Okabayashi est un astéroïde de la ceinture principale. Il fut découvert le 15 mars 1993 à Kitami par Kin Endate et Kazuro Watanabe. Il présente une orbite caractérisée par un demi-grand axe de 2,33 UA, une excentricité de 0,12 et une inclinaison de 0,8° par rapport à l'écliptique.

## Compléments